# Julian Brygiewicz
Julian Brygiewicz – konsul honorowy Meksyku w latach 30. II Rzeczypospolitej (exequatur od 18 lipca 1931, konsulat honorowy mieścił się przy ul. Hortensji 6 w Warszawie, a po przemianowaniu przy ul. Wojciecha Górskiego 6)
Pod koniec lipca 1932 został wybrany prezesem zarządu Towarzystwa Polsko-Japońskiego (założonego w 1922). W latach 30. był p.o. prezesa Izby Handlowej Polski i ZSRR. Był również zastępcą wiceprezesa rady Izby Handlowej Polsko-Łacińsko-Amerykańskiej, w której pełnił funkcję przewodniczącego Sekcji Meksykańsko-Kubańskiej.
Jego brat Edward był konsulem honorowym Salwadoru w RP i działał pod tym samym adresem w Warszawie. Był żonaty z Aleksandrą, która była siostrą Aleksandra Gołunowa.
19 lutego 1930 podróżując własnym pojazdem marki Packard i będąc pasażerem Julian Brygiewicz wraz z żoną oraz innymi osobami, odniósł obrażenia w wypadku drogowym pod Wilanowem (śmiertelnie ranny został wówczas konsul Meksyku w RP, Raul Rodriguez-Duarte).